# Jody Viviani
 (La Ciotat, 25 gennaio 1982) è un ex calciatore francese, di ruolo portiere.